# Reymanownaea
Reymanownaea (лат.) — вымерший род семенных папоротников из раннего триаса Венгрии.

## Описание
Reymanownaea имела ягодообразные купулы с семянами. Они отличались по строению от купул кейтонии

## История открытия
Reymanownaea была обнаружена в горах Мечек в Венгрии.